# Globicetus
Globicetus hiberus
Genre
Espèce
Globicetus est un genre éteint de cétacés de la famille des Ziphiidae qui a vécu lors du Miocène. Ses restes fossiles ont été mis au jour en Espagne et au Portugal. Une seule espèce est connue, Globicetus hiberus.

## Étymologie
Le nom Globicetus est composé des termes latin globus, « rond », qui fait référence à la proéminence arrondie du rostre, et cetus, « baleine ».
Le nom spécifique, hiberus, fait référence à la péninsule Ibérique, lieu de la découverte des restes fossiles.

## Publication originale
- (en) Giovanni Bianucci, Ismael Miján, Olivier Lambert, Klaas Post et Octávio Mateus, « Bizarre fossil beaked whales (Odontoceti, Ziphiidae) fished from the Atlantic Ocean floor off the Iberian Peninsula », Geodiversitas, Paris, Muséum national d'histoire naturelle, vol. 35, no 1,‎ mars 2013, p. 105-153 (ISSN 1280-9659 et 1638-9395, OCLC 260004075, BNF 34547454, DOI 10.5252/G2013N1A6, lire en ligne).